# Никола Траянов
Никола Траянов е български политик от БКП.
От 1952 до 1964 е председател на Управлението за държавно снабдяване и държавен резерв.